# Air Astana
A Air Astana é a companhia aérea nacional do Cazaquistão, ela é maior companhia aérea do Cazaquistão e Ásia Central

## Frota

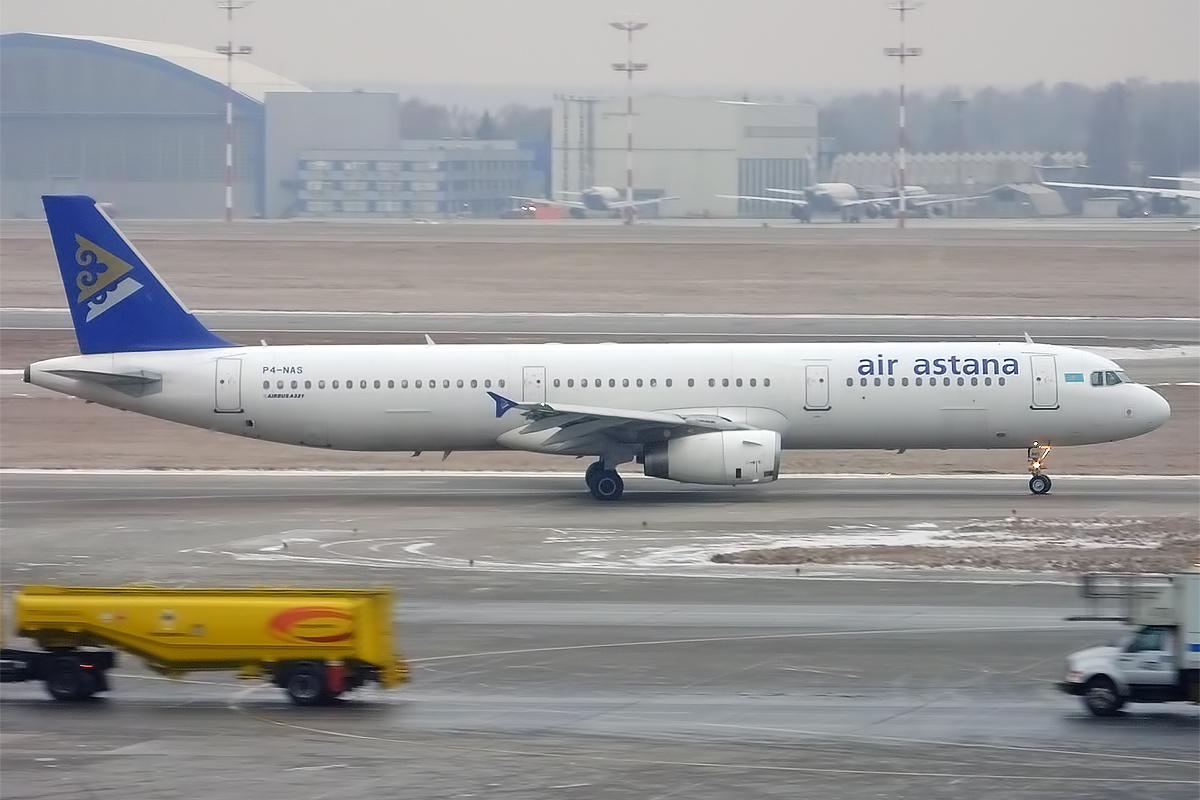
Airbus A321 da Air Astana.

- Airbus A319-100: 1
- Airbus A320-200: 8
- Airbus A320neo: 1
- Airbus A321-200: 4
- Boeing 757–200: 5
- Boeing 767-300ER: 3
- Embraer 190: 9

## Acidentes e Incidentes
No dia 11 de novembro de 2018, O voo Air Astana 1388 fez um pouso de emergência no Aeroporto de Beja, em Portugal, após uma falha nos eixos de controle da aeronave, não houve mortes. 